# Synagoga Lejba Helmana w Łodzi
Synagoga Lejba Helmana w Łodzi – prywatny dom modlitwy znajdujący się w Łodzi przy ulicy Cegielnianej 28.
Synagoga została zbudowana w 1902 roku z inicjatywy Lejba Mojżesza Helmana. Mogła ona pomieścić 38 osób. Podczas II wojny światowej hitlerowcy zdewastowali synagogę.